# William R. Stoeger
William R. Stoeger (Torrance, 5 ottobre 1943 – Tucson, 24 marzo 2014) è stato un astronomo e teologo statunitense.
È stato membro del Vatican Observatory Research Group della Specola Vaticana a Tucson, specializzato in cosmologia teorica, astrofisica delle alte energie, e studi interdisciplinari in materia di scienza, filosofia e teologia.

## Biografia
William R. Stoeger si è laureato con lode in filosofia presso lo Spring Hill College a Mobile in Alabama. Nel 1969 ha conseguito un M.Sc. in fisica presso l'Università della California, Los Angeles. Dopo aver insegnato brevemente nel dipartimento di fisica presso l'Università di San Francisco, ha iniziato gli studi teologici presso la Scuola di Teologia dei Gesuiti a Berkeley, California, dove ha conseguito un Master of Sacred Theology nel 1972. Stoeger è stato ordinato sacerdote gesuita nel 1972. Ha poi proseguito gli studi di dottorato in astrofisica presso l'Università di Cambridge, dove è stato allievo dell'astronomo reale Sir Martin Rees. Ha conseguito il dottorato di ricerca nel 1976. Per i successivi tre anni è stato ricercatore associato con il gruppo di fisica gravitazionale teorica presso l'Università del Maryland. Si è unito al personale della Specola Vaticana nel 1979. Ha lavorato presso la Specola Vaticana a Tucson dal 1979 fino alla morte, il 24 marzo 2014.. Stoeger ha collaborato con il fisico sudafricano George Ellis allo studio della teoria del multiverso. Il suo articolo "Proving almost-homogeneity of the universe", scritto con George Ellis e R. Maartens nel 1995 secondo il NASA ADS service è stato citato da almeno 85 altri articoli nel campo della cosmologia
Stoeger era membro dell'American Physical Society, dell'American Astronomical Society, e della International Society on General Relativity and Gravitation.

## Scritti
- Physics and Cosmology: Scientific Perspectives on the Problem of Natural Evil co-edited with Nancey Murphy and Robert John Russell, Libreria Editrice Vaticana, 2008, ISBN 88-209-7959-4, 400 pages
- Evolution and Emergence: Systems, Organisms, Persons, co-edited with Nancey Murphy, Oxford University Press, 2007, ISBN 0-19-920471-3, 360 pages
- John Paul II on Science and Religion: Reflections on the New View from Rome co-edited with Robert J. Russell, George V. Coyne, and Pope John Paul II, Vatican Observatory Publications, 1990, ISBN 0-268-01209-1, 122 pages
- Physics, Philosophy, and Theology: A Common Quest for Understanding co-edited with Robert J. Russell and G. V. Coyne, Vatican Observatory, 1988, ISBN 0-268-01576-7, 419 pages
- The Laws of Nature, the Range of Human Knowledge and Divine Action, William R. Stoeger, Biblos, 1996, ISBN 83-85380-94-9, 116 pages
- http://books.google.com/books?id=vc8aHQAACAAJ[collegamento interrotto] co-authored with Patrick J. Treanor, Specola vaticana, 1976, 7 pages